# Lago Chambon
El lago Chambon (en francés: lac Chambon pronunciado /lak ʃɑ̃bɔ̃/) es un lago francés de origen volcánico situado en los Montes Dore, en el departamento de Puy-de-Dôme, en la región de Auvernia-Ródano-Alpes.

## Descripción
El lago Chambon apareció debido al volcán el Tartaret, el cual obstruyó el cauce del torrente Chambon. Pese a ser poco profundo (4m), tiene una superficie bastante amplia (60ha) y se encuentra a 875m sobre el nivel del mar. El lago se encuentra situado en el municipio de Chambon-sur-Lac, aunque parte del mismo pertenece al de Murol. Sus orillas son muy poco extensas, excepto en el este y noroeste, donde se han habilitado dos playas para nadar y realizar actividades acuáticas.
Al norte del lago Chambon, se encuentra una formación rocosa en forma de punta llamada el Salto de la Virgen (en francés Saut de la Pucelle, pronunciado [sod la pysɛl]), vestigio del volcán Diente del pantano (en francés Dent du marais, pronunciado [dɑ̃ dy maʀɛ]). Una antigua leyenda cuenta que una joven pastora, para escapar de su amo, habría caído desde lo alto del precipicio, desde una altura de unos 100m, y milagrosamente aterrizó ilesa. Contó lo que le había ocurrido en la aldea, y como no le creían, quiso volver a realizar esta hazaña, pero esta vez no corrió la misma suerte y acabó estrellándose en el suelo.
Próximos al lago Chambon, se encuentran la antigua estación de esquí de Chambon-des-Neiges y el castillo de Murol.

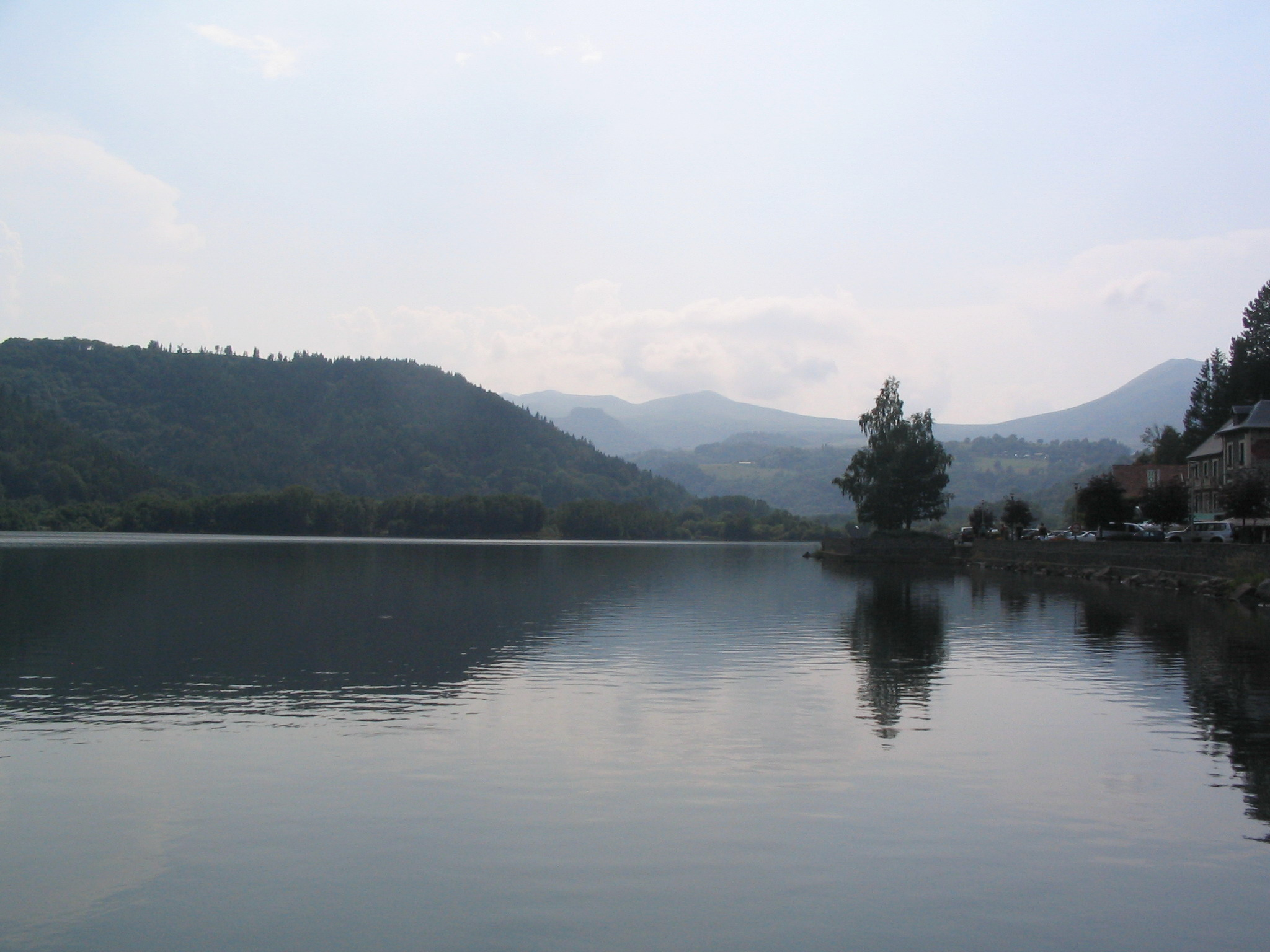
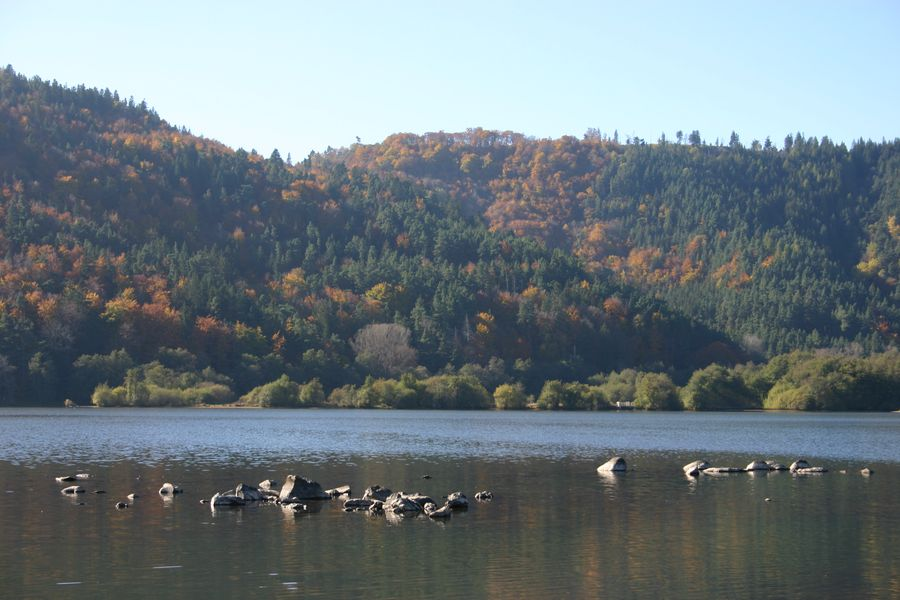
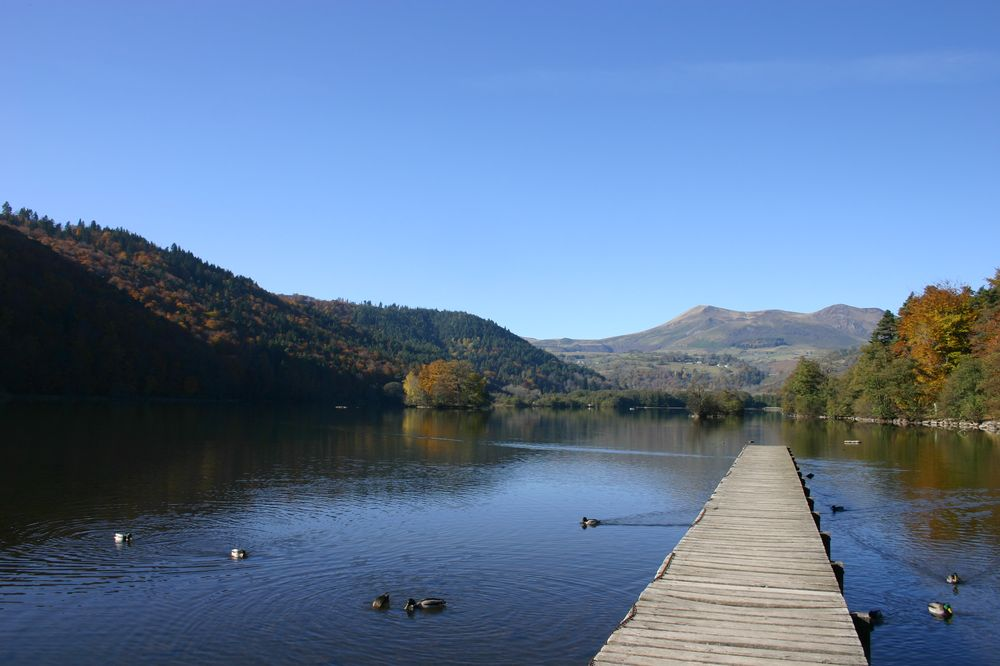
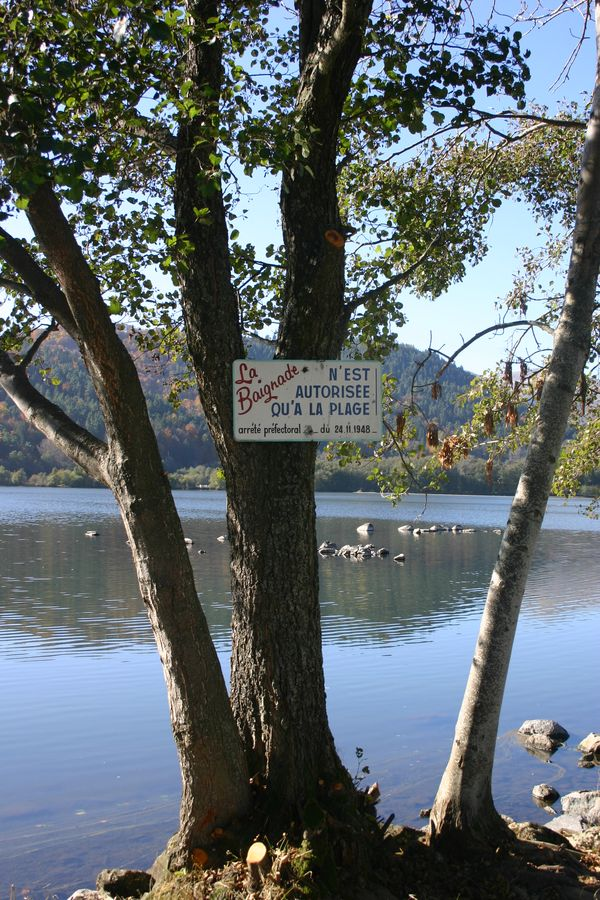
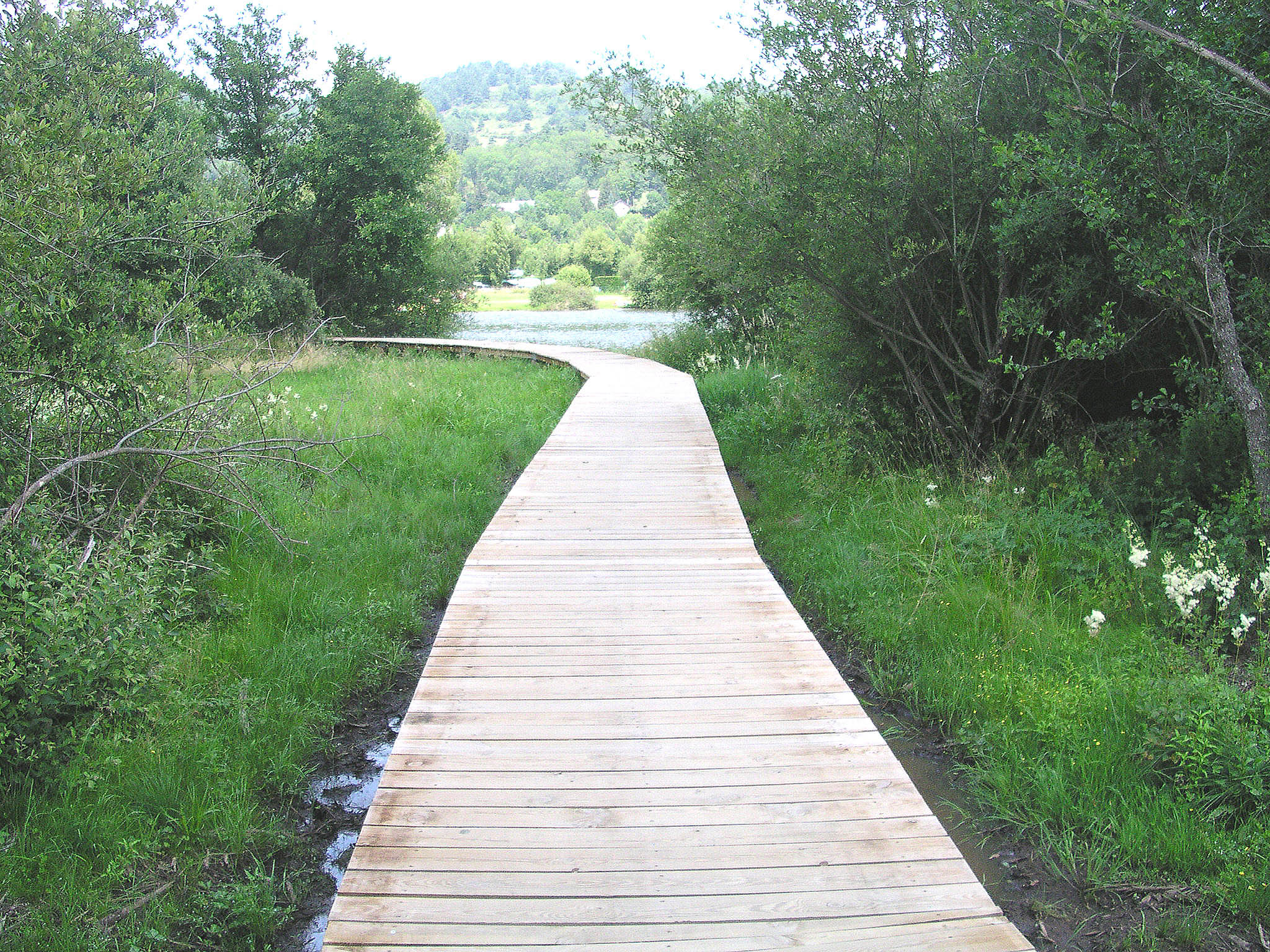